# Basilisk: The Kouga Ninja Scrolls
Basilisk (バジリスク甲賀忍法帖 Basilisk Kōga Ninpō Chō) es un manga llevado al anime por los estudios Gonzo, responsables de producciones como Hellsing y Vandread, por citar algunos de sus más famosos trabajos. Como detalle adicional, sobre esta misma historia se basa la película “Shinobi -Heart Under Blade-”, que tuvo gran éxito en Japón en 2005 y que resume en un largometraje de dos horas aproximadamente el contenido de la trama original con algunas diferencias propias del género cinematográfico.

## Argumento
La historia se traslada a dos pequeñas aldeas shinobi en la era Keichou, exactamente en 1614 d. C., y narra la rivalidad de dos clanes enfrentados durante más de 400 años (según el manga, cap. 1, se dice que durante mil años) por el odio entre las familias. Según el capítulo uno del manga "En sus orígenes los dos clanes ninja, ambos clanes eran de la misma tribu". Los actuales representantes, Kouga Danjo de Kouga (simbolizando su clan por una serpiente) y Ogen de Iga (simbolizada en su clan por un halcón) no consiguieron fraguar su amor y resolver definitivamente esta rivalidad por lo que intentan conseguir que sus sucesores Gennosuke y Oboro cumplan su amor y puedan acabar con este enfrentamiento sin sentido; pero donde hay amor habrá muerte y sus planes se ven estropeados cuando Ieyasu, el actual Shogun, decide usar ambas aldeas como herramientas en una competencia a muerte para decidir quién de sus dos nietos heredará el shogunado.
Dos pergaminos inscritos con los 10 mejores guerreros ninja de cada aldea son enviados a sus respectivas aldeas con la orden de comenzar un terrible duelo a muerte entre los escogidos de ambas aldeas. Si Iga sale victoriosa, el próximo Shogun será Takechiyo nieto mayor, quien por herencia merece ser Shogun, pero nació con un intelecto en extremo pobre al punto de sospecharse que sufre retraso. En caso de que Kouga gane el heredero del shogunado será Kunichiyo, quien ha demostrado una inteligencia y sabiduría a la par con su abuelo pero carece de derecho al trono por ser el último en la línea de sucesión. En ambos casos, la aldea vencedora será reconocida por edicto real como victoriosa sobre la otra, ganará los favores de la corte y condenará a su rival al olvido y a perder la gracia a los ojos del shogunado lo que eventualmente la llevará a su fin.

## Historia
En el amanecer del período de Azuchi-Momoyama de Japón (finales del siglo XVI) dos clanes ninja rivales, de Iga el grupo Tsubagakure y de Kouga el grupo Manjidani, están inmersos en un sangriento conflicto desde hace siglos. La lucha finalmente termina cuando el predecesor de Hattori Hanzo tiene éxito en forjar un alto al fuego entre los dos clanes reclutando ambos al servicio de Tokugawa Ieyasu (el gobernante que se autoproclamó Shogun y estableció un gobierno sólido y centralizado en Japón por primera vez desde hacía más de un siglo). A pesar de que sobre el papel hay paz entre los dos clanes, las hostilidades no han cesado por completo, y las rencillas y la mala sangre perduran entre los dos clanes, asegurando una coexistencia tenue en el mejor de los casos.
En 1614, Tokugawa Ieyasu se ha retirado del poder (aunque todavía maneja influencias considerables dentro del gobierno) y ha pasado el testigo a su hijo Hidetada. Desgraciadamente, ha surgido un conflicto de sucesión entre los nietos de Tokugawa Ieyasu, destinados a tomar las riendas del poder cuando su padre finalmente decida retirarse dividiéndose los intereses entre el mayor quien merece el título por derecho, pero es poco brillante; y su hermano menor, quien no tiene derecho a sucesión directa, pero ha demostrado inteligencia y potencial. Los diferentes consejeros del gobierno están comenzando a tomar riendas y el shogunato Tokugawa está al punto de desmoronarse.
Para solucionar el problema antes de que los acontecimientos queden definitivamente fuera de control, Tokugawa Ieyasu decreta la reanudación de las hostilidades entre el clan Kouga y el clan Iga. Dispone además que se ordene a cada clan que envíe a 10 de sus mejores ninjas para celebrar una competición despiadada y sangrienta la cual consiste en asesinar o ser asesinado. 
Según el manga (ver Tomo 1 Capítulo 1), siguiendo los consejos del estratega de Tokugawa, Nankobo Tenkai, deberá elegir un ninja para que se decida al Tercer Líder Guerrero (Shogun) puesto que debido a conflictos en la corte entre los dos sucesores y hermanos, Takechiyo Ninpha y Kunichiyo Ninpha, amenaza con la caída de los Tokugawa. Se considera que los samuráis de Tokugawa son demasiado importantes para participar en esa clase de pruebas. Se elige un enfrentamiento entre ninjas pues para ellos son fácilmente reemplazables.
Cada clan representará una de las dos facciones que apoyan a los nietos de Tokugawa Ieyasu; los nombres de sus combatientes seleccionados serían registrados en dos pergaminos idénticos que se marcarán con sangre cuando cada uno sea eliminado. El clan que elimine al otro por medio de sus diez elegidos gozará del favor del shogunato durante mil años, y el nieto representado por este será el heredero legítimo del Shogunato.
Pero no todos los implicados están dispuestos a buscar sangre en nombre del clan. Antes de la renovación de los conflictos, dos herederos jóvenes de Kouga y de Iga (Gennosuke de Koga y Oboro de Iga) estaban enamorados el uno del otro con la esperanza de que su unión finalmente disiparía la animosidad largamente asentada de sus clanes por medio de la unificación. Forzados a estar en lados separados de un conflicto no desean ninguna parte de la herencia, Gennosuke y Oboro deben ahora elegir si matar a la persona que aman o conducir a su clan entero a la aniquilación.

## Personajes

### Ninjas del Clan Kouga del Valle de la Esvástica

#### Gennosuke Kouga
Seiyū: Kousuke Toriumi, voz en español: Luis Miguel Pérez
Gennosuke es el sucesor del líder de la aldea, su predecesor Danjo le ha inculcado desde pequeño todas las técnicas ninja posibles, entre ellas destaca su técnica de Doujutsu o jutsu visual, que le permite controlar cualquier ataque de cualquier persona e invertir su efecto siendo capaz de evadir los ataques y conseguir que sus enemigos se hieran a sí mismos con sus propios técnicas, su mirada se convierte en un infierno cuando usa su técnica, es temido por todos sus adversarios, menos por su amada Oboro. Antes de la cancelación del tratado, Gennosuke trató de construir una paz duradera entre Iga e Kouga casándose con Oboro, la heredera del clan Iga, a quien amaba. Mientras planean su matrimonio, reciben la trágica noticia de que los dos clanes se verán enfrentados una vez más impidiendo su relación de amor. Sus sentimientos hacia ella siguen permaneciendo a pesar de la guerra entre los dos clanes. Gennosuke lleva con él una flauta que a menudo toca para Oboro y que representa la esperanza de llevar la paz a los clanes.
Gennosuke destaca por ser una persona apacible, honrada y seria ante cualquier situación pero sin olvidarse de que es uno de los rivales más fieros de todo el continente asiático. Fue entrenado desde pequeño por Hyoma Muroga, su tío, de quien aprendió a no odiar a sus enemigos, es gracias a su entrenamiento (basado en entrenar todos los días sin usar la vista) que aún al quedar ciego Gennosuke puede pelear. Sin embargo, a pesar de ser un hombre de paz, si se ve obligado a tomar las armas Gennosuke es capaz de matar a cualquiera que amenace a su clan. Al ver el acto de suicidio de Oboro por no querer luchar contra él y al escuchar sus últimas palabras ("te amo, Gennosuke"), se suicida tomando el cuerpo de Oboro, para ser arrastrados por el río mientras están abrazados, no sin antes marcar en el pergamino su nombre como derrotado y enviarlo al castillo declarando ganadores a los ninjas de Iga como una forma de expiar el haber creído que Oboro lo había traicionado.

#### Kouga Danjo
Seiyū: Kiyoshi Kobayashi, voz en español: Manuel Bastos
Kouga Danjo es el líder del grupo Manji Dani, del clan Kouga. Este gran ninja mantuvo una relación de amor con la líder del clan de Iga, Ogen. Su relación se vio rota por las interminables disputas entre Kouga e Iga, ya que sus hombre rompieron el tratado sin su permiso, cosa que Ogen nunca supo y por lo que lo odió por décadas. Sin embargo, desde entonces tratan que sus sucesores, Oboro por parte de Ogen y Gennosuke por parte de Danjo, fragüen su amor y terminen con las disputas de los dos clanes. Tras ser llamados por el Shogun y enterarse de la ruptura del pacto, Danjo tiene que presentar a los 10 representantes de Kouga entre los cuales se encuentra él mismo. En cuanto se rompe el tratado de paz da muerte a su antiguo amor, Ogen de los Iga, lanzándole una aguja sembon, atravesándole la garganta, rematándola después con otra aguja, que queda clavada en su boca aunque muere él también en el intento a manos de Ogen, la cual resiste y aprovecha una distracción de parte de su halcón, para sacarse la aguja que esta clavada en su boca y clavarla por la espalda a danjo, atravesando su cuerpo con ella y ser arrastrados por el río mientras sus cuerpos se abrazan.

#### Muroga Hyouma
Seiyū: Yasushi Miyabayashi, voz en español: Salvador Pérez
Hyouma es el tío por parte de madre de Gennosuke, perteneciente al clan de Manjidani de Kouga. A pesar de ser un ninja ciego ha aprendido a ver con el ojo de la mente y además posee el mismo doujutsu que Gennosuke. Por eso Kouga Danjo, le pide a Muroga Hyoma que sea el maestro de Gennosuke y que le enseñe su doujutsu. Hyoma es un personaje extremadamente filosófico, de hecho el secreto de sus técnicas el lo define como la ley del mundo, una ley que valora que en este mundo todo tiene su razón de ser y que lo bello y lo feo, lo bueno y lo malo, al final se funden en un todo que todos los seres comparten. Hyoma enseña a Gennosuke su filosofía y su doujutsu y sobre todo lo enseña el poder ver sin los ojos cosa que Gennosuke necesitará, ya que con unos ojos tan poderosos sus enemigos no dudaran en intentar cegarlo para luego acabar con él. Su técnica es tan depurada y tan cuidadosa que fue capaz de morir y permanecer de pie cuando fue asesinado por Koshiro.

#### Kagerou
Seiyū: Risa Hayamizu, voz en español: Melanie Alexandra Henríquez
Kagerou es una Ninja perteneciente al clan de Manjidani de Kouga, enamorada desde joven de Gennosuke, nunca ha podido darle su amor, ni siquiera un beso, ya que su ninjutsu es una técnica letal que emana veneno ante la excitación de Kagerou, acabando con la persona con la que entre en contacto, esta técnica es su mayor enemigo ya que su pasión por Gennosuke jamás la llevará a un final feliz con él y sólo le servirá para acabar con la vida de todos sus amantes y llevarla a la locura, sus grandes celos la llevarán a querer acabar con sus propias manos con Oboro. Muere a manos de Tenzen al clavarle agujas envenenadas escribiendo con ellas: Iga.

#### Kasumi Gyoubu
Seiyū: Katsuhiro Kitagawa, voz en español: Hector Indríago
Gyobu es uno de los diez ninjas del Valle de la Esvástica (Manjidani) del clan Kouga, su tarea es defender a cualquier precio a su aldea y a Gennosuke, desde pequeño ha sentido un gran odio hacia los Iga ya que uno de ellos acabó con la vida de su padre. Su técnica le permite atravesar o ser parte de cualquier material como una pared, el suelo, una caja o incluso una señal. Su habilidad es tan potente que es valorado como un perfecto espía entre los Kouga, gracias a su técnica más de una vez conseguirá descubrir el plan de los Iga. 
Muere cuando intenta emboscar a los Iga en un barco, sin embargo, Akeginu lo empapa con sangre lo que delata su posición al fusionarse con una pared, permitiendo así a Tenzen apuñalarlo.

#### Kisaragi Saemon
Seiyū: Yoji Ueda, voz en español: Ledner Belisario
Kisaragi Saemon es uno de los diez ninjas del Valle de la Esvástica (Manjidani) del clan Kouga. Hermano mayor de Okoi, es muy sentimental; él puede asumir el aspecto físico de otros e imitar su voz, lo cual gracias a su extrema inteligencia le permite ser un agente doble realmente temible. Tiene un carácter un tanto extraño, le gusta jugar con sus enemigos atacándoles psicológicamente con el engaño, pero a su vez siempre le persigue un sentimiento de culpa. El hecho de poder contactar con el enemigo como si fueran amigos le hace establecer pequeños lazos con ellos y ver una imagen de estos mucho más humana y cercana, en cierto modo esos lazos le persiguen cuando llega el momento de traicionarlos y acabar con ellos. Gracias a su intervención y la de Kasumi, Gennosuke se salva de morir en una emboscada en la aldea de sus enemigos.
Muere a manos de Tenzen, quien asistido por los soldados del Shogun lo acribilla con lanzas en un puente.

#### Okoi
Seiyū: Haruka Kimura, voz en español: Maithe Guedes
Okoi es uno de los diez ninjas del Valle de la Esvástica (Manjidani) del clan Kouga. Hermana menor de Kisaragi Saemon. Una vez en contacto físico directo con la piel de otra persona puede drenar su sangre hasta matarlo. Debido a la necesidad del contacto de la piel-a-piel, se viste de una manera más reveladora que otras Kunoichi. Es asesinada por Mino Nenki al intentar huir de la mansión Iga, siendo todo su cuerpo empalado por los cabellos afilados de Nenki. Antes de morir logra revelar a su hermano gracias a un lenguaje secreto las intenciones de los Iga, quienes se enteraron primero de la anulación del tratado.

#### Udono Jousuke
Seiyū: Katsui Taira, voz en español: Emerson Gutiérrez
Udono Jousuke es uno de los diez ninjas del Valle de la Esvástica (Manjidani) del clan Kouga. De buen humor, pervertido y un poco tímido, sus capas de grasa elástica y su resistente cuerpo similar al caucho lo ayudan a moverse a grandes velocidades y tener una gran potencia de salto, así como a dar golpes extremadamente potentes. Él es uno de los primeros ninjas Kouga en aparecer a principios de la serie. Es amigo de Gennosuke y es un poco mañoso; su habilidad es la de poder inflarse y ser ágil, su cuerpo podría decirse que es parecido a la goma es capaz de no recibir daño del filo de las armas. ES el primero en enterarse de la ruptura del sello y es asesinado por Jingoro.

#### Jimushi Jubei
Seiyū: Atsushi Imaruoka, voz en español: Rubén León
Jimushi Jubei es uno de los diez ninjas del Valle de la Esvástica (Manjidani) del clan Kouga. Es uno de los personajes eminentes de la aldea, respetado y visto como un sabio por poseer la habilidad de la adivinación mediante la astrología. No tiene extremidades, por lo que usa las escamas en su pecho para arrastrarse a través de la tierra a gran velocidad. Su lengua es extremadamente larga, usándola para atacar al enemigo con un puñal que esconde en su garganta para defenderse, por la naturaleza de su cuerpo, guarda esta técnica en secreto, asegurándose de matar al primer ataque, ya que sin el factor sorpresa está en completa desventaja. Es asesinado por Tenzen.

#### Kazamachi Shougen
Seiyū: Ryusaku Chidiwa, voz en español: Armando Volcanes
Pertenece al Valle de la Esvástica (Manjidani), del clan Kouga. Similar a una araña en su aspecto y movimientos; su lengua dispara una flema muy pegajosa y resistente parecida al pegamento, y puede crear redes con telarañas. Fue el señalado para presentarse en el castillo y demostrar las habilidades de los ninjas de su aldea. Es el encargado de llevar el pergamino a sus camaradas, pero es emboscado durante el trayecto y asesinado por Hotarubi quien utiliza una técnica secreta de mariposas y logra así acabar con él.

### Ninjas del Clan Iga de la Empuñadura Secreta

#### Oboro
Seiyū: Nana Mizuki, voz en español: Jhaidy Barboza
Oboro es la sucesora de la líder de la Empuñadura Secreta (Tsubagakure) del clan Iga, su predecesora, Ogen, la eligió entre otras muchas jóvenes no por su talento en las artes marciales, si no por su especial mirada, con su Doujutsu (mirada mística), una técnica llamada "Los Ojos de la Ruina" es capaz de anular cualquier técnica con tan solo mirar al ejecutante en plena batalla, esta técnica es un arma de doble filo ya que puede inhabilitar a sus propios aliados. Su torpeza en las artes marciales la compensa con su amabilidad, su amor por Gennosuke y por su naturalidad y timidez convirtiéndola así en una joven y apacible muchacha. Siempre la sigue un Halcón como a su antecesora, el cual la guía en cualquier momento. Tras recibir la noticia de la ruptura del tratado y la muerte de su abuela Ogen, Oboro asume el liderazgo del clan y toma una de las decisiones más grandes de su vida, esta decisión marcara el destino de la batalla final. Se mantiene firme a sus ideales pacifistas hasta el punto de cegarse temporalmente por medio de una poción que le dio Ogen (los siete días de oscuridad) para evitar ser usada como arma por sus compañeros. Su amor por Gennosuke no le permite luchar en la última batalla quitándose la vida, su cuerpo termina arrastrado por el río en brazos del cadáver de Gennosuke.

#### Iga Ogen
Seiyū: Hisako Kyōda, voz en español: Otilia Docaos
Iga Ogen es la líder del grupo de la Empuñadura Secreta (Tsubagakure) del clan Iga, esta gran líder mantuvo una relación de amor con el líder del valle de la Esvástica (Manji Dani) de Kouga, Danjo. Su relación se vio fracturada debido a las interminables disputas entre los dos clanes (Posteriormente Tenzen reconocería que todo fue un plan suyo). Desde entonces trata de inculcar a su sucesora Oboro todas las posibilidades existentes para poder colmar su relación de amor con el descendiente de Kouga, Gennosuke y así poder terminar la historia que ellos nunca pudieron tener y firmar la paz entre los dos clanes. Ogen es la encargada de elegir ante el shogun a los 10 guerreros de Iga entre los cuales se encuentra ella misma. Ogen muere a manos de su antiguo amor, Kouga Danjo, aunque ella da también muerte al mismo tiempo a él, muriendo ambos y arrastrados por el río mientras están abrazados.

#### Yakushiji Tenzen
Seiyū: Sho Hayami, voz en español: Rafael Monsalve
Yakushiji Tenzen es uno de los ninjas de la Empuñadura Secreta (Tsubagakure) del clan Iga, se le conoce con el sobrenombre de Tenzen el ninja Inmortal, este apodo se le otorgó tras sobrevivir a varias muertes gracias a una técnica desconocida que le ha mantenido con vida más de 100 años, esta técnica no es considerada ninja del todo ya que se considera que Tenzen tiene dentro de su cuerpo algún tipo de demonio parasitario que se alimenta de su sangre y que le cura todas las heridas. Gran manipulador y capaz de cualquier cosa por completar su objetivo, esa es la verdadera definición de uno de los guerreros más peligrosos de toda la región, Tenzen no tiene respeto por nadie, ni siquiera por sus propios compañeros. Solo busca la venganza contra el clan de Kouga. Su resentimiento va más allá del odio entre las aldeas; mientras combate a Gennosuke, recuerda a su madre quien se enamorara de un ninja de la aldea de Kouga, pero este solo la utilizó y junto a un grupo de hombres la asesinó una noche, poco después, Tenzen nació del cadáver de su madre, siendo este su primer recuerdo y origen de su odio. Es asesinado más de una vez por: Jubei, Gyobu, Hyouma, Kagerou y finalmente por Gennosuke quien lo decapita; sin embargo su muerte definitiva no llega hasta que los soldados imperiales intentan pegar su cabeza para que reviva y Oboro lo evita matando al parásito con su mirada.

#### Akeginu
Seiyū: Misa Watanabe, voz en español: Maritza Rojas
Akeginu pertenece a la Empuñadura Secreta (Tsubagakure) del clan Iga, desde que Oboro era tan solo una niña, Akeginu ha estado cuidándola y criándola como si de su propia madre se tratase, esta complicidad la convierte en su mejor amiga y compañera, a pesar de tenerle tanto aprecio no es capaz de enfrentarse a Tenzen en sus decisiones en contra de Oboro. Akeginu ante todo quiere que Oboro sea feliz por eso respeta su amor con Kouga Gennosuke a pesar de ser de la aldea de Kouga y ser enemigos desde hace años. Siente debilidad por su compañero de clan Koshiro, del cual está enamorada. Su técnica ninja le permite desplegar un velo de sangre que impide a sus enemigos ver. Es asesinada por Kagerou con ayuda de Kisaragi Saemon.

#### Chikuma Koshiro
Seiyū: Wataru Hatano, voz en español: Jesús Nunes
Koshiro es otro de los 10 ninjas de la Empuñadura Secreta (Tsubagakure) del clan Iga, su afán por proteger a Oboro desde que es un niño le ha hecho admirarla por su templanza y su poca maldad, podría decirse que se siente atraído por ella pero a veces parece que su verdadero amor es Akeginu, su técnica es un soplido de viento, una técnica llamada "Hoz de Comadreja" (Senpu Kamaitachi) capaz de destrozar cualquier cosa que toca (se cree que los huracanes más devastadores son provocados por comadrejas sobrenaturales portando hoces)., para los de Iga es la única técnica, en conjunto con los ojos de Oboro, con la cual Gennosuke no podrá contraatacar, por ello cuentan con él como su arma secreta, sin embargo al intentar atacar a Gennosuke sin la protección de Oboro sus ojos estallaron. Su honestidad y aprecio por Oboro le llevara en algunos momentos a tomar decisiones difíciles contra los de su propio Clan arriesgando su vida. Es asesinado por Kagerou.

#### Amayo Jingoro
Seiyū: Ken Uo, voz en español: Gary Matos
Jingorou es otro de los 10 luchadores de la Empuñadura Secreta (Tsubagakure) del clan Iga, destaca por ser uno de los miembros de Iga que más odia a los de Kouga, esto se debe a las múltiples disputas entre las dos aldeas. Su técnica le permite convertirse en una especie de arcilla gris viviente al contacto con la sal, sin embargo es un arma de doble filo ya que el efecto es degenerativo y tras algún tiempo en este estado comienza a diluirse, lo mismo si se aplica sal en exceso, ya que la sal absorbe el agua, para recuperar su estado original solo necesita lavarse o sumergirse en agua pura y así sobrevivir. Su ambición le lleva a estar en varias ocasiones al borde de la muerte pero el agua no es un material escaso y es fácil de encontrar casi siempre. 
Muere en el barco donde los Iga viajan a manos de Gyobu, quien lo arroja al mar por la borda, diluyéndose en agua salada.

#### Mino Nenki
Seiyū: Kenji Utsumi, voz en español: Ramón Aguilera
Es capaz de controlar su propio pelo para utilizarlo como una herramienta que aprisiona, e incluso como un arma letal pues puede utilizarlo como cuchilla.
Muere al intentar asesinar a Genosuke y a Hyoma, pero este último lo mata usando el poder de los ojos para que el mismo se mate con su poder.

#### Hotarubi
Seiyū: Miyuki Sawashiro, voz en español: Mariela Díaz
Novia de Yashamaru. Ella convoca enjambres de mariposas que pueden distraer a enemigos o cubrirla o a otros al huir. Lleva alrededor de sus brazos una serpiente de color blanco como animal doméstico que actúa como su guardia. En un capítulo de la serie, mata con gran sadismo a uno de los miembros del clan Kouga para que le diga donde se encuentra Yashamaru. Muy hábil en el combate con puñales, a pesar de mostrase generalmente como una muchacha tranquila y tierna, posee una veta sanguinaria que aflora durante el reto, el cual la domina completamente después de la muerte de Yashamaru. Al enterarse de su muerte, solo piensa en vengarse y destruir a los Kouga. Es asesinada por Kisaragi Saemon.

#### Iga Yashamaru
Seiyū: Naoki Yanagi, voz en español: Ángel Balam
Es uno de los 10 ninja de la Empuñadura Secreta (Tsubagakure) del clan Iga, es nombrado emisario para llevar el pergamino con el nombre de los 20 ninja (10 Kouga y 10 Iga). Pareja de Hotarubi. Posee unos hilos de color negro fabricados con pelo de las mujeres de su clan y untados con una grasa animal secreta, que son muy resistentes. Es capaz de manejarlos de tal manera que puede llegar a grandes distancias con ellos, usándolos como arma para cortar materiales tan duros como la piedra o para atar momentáneamente a un enemigo; él mismo llama a su técnica secreta Kokujou "Atadura Oscura" / "El Infierno de Hilos Negros". En el episodio 6 del anime, es emboscado mientras intenta regresar al poblado Iga, por Kisaragi Saemon, haciéndose pasar por uno de sus camaradas, y aunque detecta que algo va mal ya es tarde, pues muere a manos de Kasumi Gyoubu.

#### Azuki Rousai
Seiyū: Takeshi Aono, voz en español: Guillermo Martínez
Uno de los 10 ninja de la Empuñadura Secreta (Tsubagakure) del clan Iga, el más viejo del clan (físicamente hablando), da la impresión de no tener ninguna técnica, sin embargo es uno de los que primero lucha con Udono Josuke "solo por diversión" aseguro Josuke pero en realidad la causa fue el robo del pergamino que llevaba el halcón de Iga en plena presencia de Azuki Rousai. Su técnica le permite estirar sus brazos y piernas, como una especie de goma retráctil. Siente un odio muy profundo hacia los Kouga y tiene una cabeza de forma de calabaza. Es asesinado por Okoi cuando intenta violarla y ésta drena toda su sangre.

### Otros personajes

#### Hattori HanzōKyohachiro
Seiyū: Tomokazu Sugita, voz en español: Adolfo Nittoli
Líder shinobi (ninja) de los Tokugawa. Por lo tanto está al servicio del Shogun, Tokugawa Ieyasu.
Considera tanto a los ninja del clan Iga, como los del clan Kouga terribles y recuerda como su predecesor los selló en la Oscuridad con el tratado del Fin de la Guerra. Reconoce que tanto los de Iga como los de Kouga tienen poderes que van más allá de lo humano.
El sobrino e hijo adoptivo de Hattori Hanzō IV (su padre era Hattori Hanzō II). Hanzō le encargó a Kyohachiro que supervisara el duelo entre Koga e Iga y después comunicara los resultados a él y al señor Ieyasu. Aunque al principio hace que sus subordinados observen las batallas, después de la victoria de Gennosuke sobre Iga en Tsubagakure, Kyohachiro decide que el duelo Koga/Iga es algo que debe ver en persona. En el anime, Kyohachiro comienza gradualmente a lamentar la matanza causada por decidir al heredero al shogun y debido a esto, Oboro le confía la flauta de Gennosuke y que lo que ella quiere es que haya una esperanza de futuro. Tras el enfrentamiento Kyohachiro realiza un peregrinaje a la capilla de Aekuni a dar la flauta de Gennosuke como ofrecimiento, haciendo voto de que aunque la historia se olvidara del sacrificio hecho por los veinte ninjas de Koga e Iga, él los recordaría siempre. En el manga, aparece en el volumen 1 capítulo 1, para no aparecer hasta el volumen 4 cuando comunica a su padre que la señora Ofuku había salido en un intento por lograr la victoria en favor del clan Iga.

#### Kasumi Renbu
Seiyū: Mugihito
El padre de Kasumi Gyoubu que aparece solamente en el anime. Bajo mando del anciano de Kouga, fue elegido para buscar abajo y para eliminar cualquier Iga que escapara el asalto de Nobunaga, pero fue detenido por el señor Kouga Danjo cuando intentó matar a Iga Ogen en los bosques detrás de La Empuñadura Secreta (Tsubagakure). A pesar de ser un combatiente despiadado, el deseo más profundo de Kasumi Renbu era que su hijo viviera una vida al margen del conflicto y de la matanza y se convirtió en eventual un partidario del deseo de Kouga Danjo de construir una paz duradera con el clan Iga. Enviado por Kouga Danjo a la reunión con ellos como representante, Kasumi Renbu y sus compañeros fueron emboscados por una escuadrilla de Iga que buscaban venganza por el ataque que él mismo había comandado contra su clan. Kasumi Renbu fue mortalmente herido durante la lucha y sus palabras finales a Gyoubu antes de morir fueron, nunca tengas piedad de un ninja.

#### Halcón de Ogen
Compañero y familiar de Ogen. Después de satisfacer el deseo final de su amo (entregando al Iga su copia de la voluta de la batalla) él viaja junto al Iga pero se mantiene al margen, prefiriendo mirar las batallas a vida o muerte de los veinte ninjas elegidos, como observador imparcial. Después del duelo de Gennosuke y Oboro, entrega el pergamino de la batalla a señor Ieyasu. Aunque su nombre nunca se dice en el anime o el manga, los agentes japoneses originales de la voz indicaron que extraoficialmente se le llamaba “Polly”.

#### Neeya (nani de Oboro)
Seiyū: Naoko Suzuki, voz en español: Minerva Hernández
Vigilante de la niñez de Oboro que aparece durante el retroceso del episodio 16. Las dos tenían una relación cercana madre/hija y después de que ella muriera, Oboro iría con frecuencia a su sepulcro a rogar por orientación y fuerza. El diseño de su personaje se basa en Kuzuha Kuyou, uno de los personajes de otra serie de manga de Masaki Segawa, Onikiri Juzo.

#### Yagiyu Munenori
Maestro de las Espadas. Está al servicio del Shogun, Tokugawa Ieyasu.
Al ver un enfrentamiento solicitado por el Shogun, reconoce que si fueran enviados a por él, seguro hubiera sido derrotado.

#### Nankobo Tenkai
Seiyū: Mugihito, voz en español: Roberto Colmenares
Líder del Grupo de Entrenamiento. Estratega de Tokugawa y Sacerdote. Está al servicio del Shogun, Tokugawa Ieyasu. Él es quien le comenta que debe elegir a un ninja para que se decida al tercer Shogun. Según informa, en esos momentos el Castillo Edo está dividido entre las partes del viejo príncipe Takechiyo Ninpha y el segundo príncipe Kunichiyo Ninpha. Si estas disputas estallasen sería el comienzo de la caída de los Tokugawa. Por eso en vez de utilizar samuráis, a quienes se consideran extremadamente valiosos se utilizan a los ninja para que se enfrenten 10 contra 10, cada clan defenderá a uno de los sucesores.

## Guía de Capítulos
| # | Título                                                  |
| --- | ------------------------------------------------------- |
| 1 | «Piensa en los demás... y mátalos»                      |
| El episodio comienza con una batalla entre Shougen Kazamachi de Kouga y Yashamaru de Iga. Los líderes de los clanes Ogen y Danjou miran desde la distancia, acompañados de Ieyasu, Munenori y Masahiro. Después de haber visto lo suficiente Ieyasu ordena detener la batalla y llama los representantes de los dos clanes. Él les dice que el tratado de paz entre los clanes se rompe y se pregunta si quieren participar en una guerra para determinar el próximo Shogun. Ambos líderes de los clanes están de acuerdo y les da un pergamino para escribir los nombres de sus diez mejores guerreros. Yashamaru y Shougen entonces guardan el rollo y les da la orden de regresar a sus respectivos clanes y decirle a los demás que se inicia la guerra. Una vez solos, Danjou y Ogen cerca de un río, recuerdan el pasado. Recuerdan a una época cuando estaban enamorados. Iga había sido atacado por Nobunaga Oda, aunque poco después la pareja descubre el Kouga también había estado muy involucrado. A pesar de no haber participado en él mismo, Ogen culpa Danjou y termina su relación. La pareja luego comienza a discutir acerca de los ninja cuyos nombres habían puesto en el pergamino, de repente Danjou ataca Ogen, escupiendo una aguja en su garganta. Creyendo que ella estuviera muerta se aleja y se distrae por un halcón, permitiendo a Ogen apuñalarlo en el pecho con la aguja. Después de haber anotado sus nombres fuera el rollo (que Danjou había robado a Yashamaru), Ogen muere sobre Danjou a la deriva del río. El halcón se ve que va hacia Iga. A lo lejos, en las montañas distantes, Oboro está reunida con Gennosuke, sin saber de lo ocurrido en Sunpu. |                                                         |
| 2 | «Los primeros movimientos»                              |
| 3 | «El enjambre despiadado»                                |
| 4 | «Un tardío paseo nocturno en una mansión poco amistosa» |
| 5 | «Los seis principios de un ninja»                       |
| 6 | «Lágrimas derramadas y adoración»                       |
| 7 | «La piel del infierno»                                  |
| 8 | «El despiadado humo de la sangre»                       |
| 9 | «La tormenta de la desesperanza»                        |
| 10 | «Sentencia desde las alturas»                           |
| 11 | «Guijarros sin esperanza»                               |
| 12 | «Recuerdos de un mágico farol»                          |
| 13 | «La danza salvaje de las mariposas»                     |
| 14 | «Flores dispersas en los estrecho»                      |
| 15 | «Ejecución en el mar»                                   |
| 16 | «El retrato efímero de los recuerdos»                   |
| 17 | «Vagando en la oscuridad»                               |
| 18 | «Un amanecer en completa oscuridad»                     |
| Hyoma y Koshiro combaten, se revela que Hyoma fue el mentor de Gennosuke y quien le enseñó a usar su habilidad. |                                                         |
| 19 | «El malvado plan de la mujer cruel»                     |
| Oboro y Akeginu, ambas del clan Iga, descubren los cuerpos sin vida de Hyoma de Kouga y Koshiro de Iga. Pensando que Koshiro fue asesinado por Hyoma, Akeginu apuñala repetidamente el cuerpo ya muerto de Hyoma. Por otro lado, muestran como el demonio que Tenzen llevan adentro lo revive. |                                                         |
| 20 | «El flujo de la piedad»                                 |
| Akeginu de Iga jura vengarse de Kagero de Kaouga después que Tenzen de Iga le revela que Koshiro fue asesinado por el aliento de Kagero. Finalmente, Tenzen no era tal, sino Kisaragi Saemon de Kouga convertido en Tenzen. Este retiene a Akeginu y Kagero la apuñala y la lanzan a las aguas del río. |                                                         |
| 21 | «Kagero, la asesina carismática»                        |
| El verdadero Tenzen mata a Kisaragi Saemon de Kouga. Kagero está a punto de matar a Oboro. Ella sin embargo, se ve atrapada en una trampa causada por Tenzen e Intenta violarla. Ella con su aliento lo mata (sería la segunda vez que Tenzen muere) y escapa. |                                                         |
| 22 | «Los lamentos de los espíritus caídos»                  |
| Tenzen revive de nuevo, y atrapa a Kagero, luego la tortura con agujas esperando que Gennosuke llegue a rescatarla. Finalmente llega y se produce la última batalla. Oboro va a la batalla a mirar. |                                                         |
| 23 | «Abrazando oscuras fantasías»                           |
| Gennosuke le corta la cabeza a Tenzen y rescata a Kagero aunque está muy herido. Sin embargo, ella lo ama e intenta matarlo con su aliento venenoso pero le queda poco veneno y muere. Los ojos de Oboro finalmente los puede abrir y mira a Tenzen que sin cabeza intenta revivir nuevamente. Con la mirada de Oboro muere definitivamente. Llegan del Shogunato y le dicen a Oboro que debe batirse a duelo con Gennosuke a muerte. |                                                         |
| 24 | «La oportunidad de reencontrarse en otra vida»          |
| Sucede la última batalla entre los clanes Kouga e Iga con las últimas personas vivas de cada clan Oboro y Gennosuke, para determinar quién heredará el título de Shogun. Oboro y Gennosuke se enfrentan entre sí por última vez y ella se apuñala a sí misma, él puede abrir los ojos, y elimina a los guardias del Shogun, luego él hace lo mismo auto apuñalándose, pero antes de hacerlo declara en el pergamino que Oboro fue la última en escribir dando por finalizada la guerra con el clan Iga vencedor. Luego se explica que con el tiempo, se logra la paz entre ambos bandos gracias a ellos dos. |                                                         |

## Temas Musicales

### Opening
1. "Kouga Ninpouchou" - Episodios 1-24
Artista: Onmyouza

### Ending
1. "Hime Murasaki" - Episodios 1,9,11-12,24
Artista: Nana Mizuki
2. "Wild Eyes" - Episodios 2-8,10,13-23
Artista: Nana Mizuki